# Albert Delin
Albert Delin (Ath, aprile 1712 – Tournai, novembre 1771) è stato un cembalaro fiammingo.

## Biografia
Poco si conosce dei primi anni della sua vita. Le prime notizie risalgono alla sua presenza a Tournai dove operava come costruttore di strumenti a tastiera.
Della sua produzione sono pervenuti fino a noi dieci strumenti: 2 clavicembali, 4 spinette, 3 claviciteri ed un virginale poligonale. I primi strumenti portano la data del 1750. 
Delin è stato uno dei migliori costruttori del suo tempo; i suoi strumenti sono di fattura molto sobria e tradizionale in linea con quelli di Ruckers e Couchet.